# ستيف كونروي
ستيف كونروي (بالإنجليزية: Steve Conroy)‏ (19 ديسمبر 1956 في المملكة المتحدة - 4 مايو 2021) هو لاعب كرة قدم بريطاني في مركز حراسة المرمى. لعب مع شيفيلد يونايتد ونادي روتشديل ونادي روذرهام يونايتد.

## وصلات خارجية
- ستيف كونروي على موقع قاعدة بيانات كرة القدم.إي يو (الإنجليزية)